# Kotvice (přírodní rezervace)
Kotvice je přírodní rezervace poblíž obce Studénka v okrese Nový Jičín. Oblast spravuje AOPK ČR Správa CHKO Poodří. Rezervaci tvoří rybníky Nový rybník a Kotvice s přilehlým okolím. Bezprostředně navazující rybík Kačák součástí rezervace není. Důvodem ochrany je zachovalé společenstvo rybníků, typická pro celou jihozápadní část jistebnické rybniční soustavy. Přírodní rezervace byla vyhlášena 17. prosince 1970 nejprve pouze pro oblast rybníka Kotvice (plocha 60,56 hektarů). Správa CHKO Poodří ke dni 21. února 2014 nově vyhlásila rozšíření přírodní rezervaci Kotvice o oblast Nového rybníka (celková plocha  140,39 ha). Místem také vede naučná stezka Kotvice a u rybníka Kotvice se nachází pozorovatelna ptáků.

## Galerie

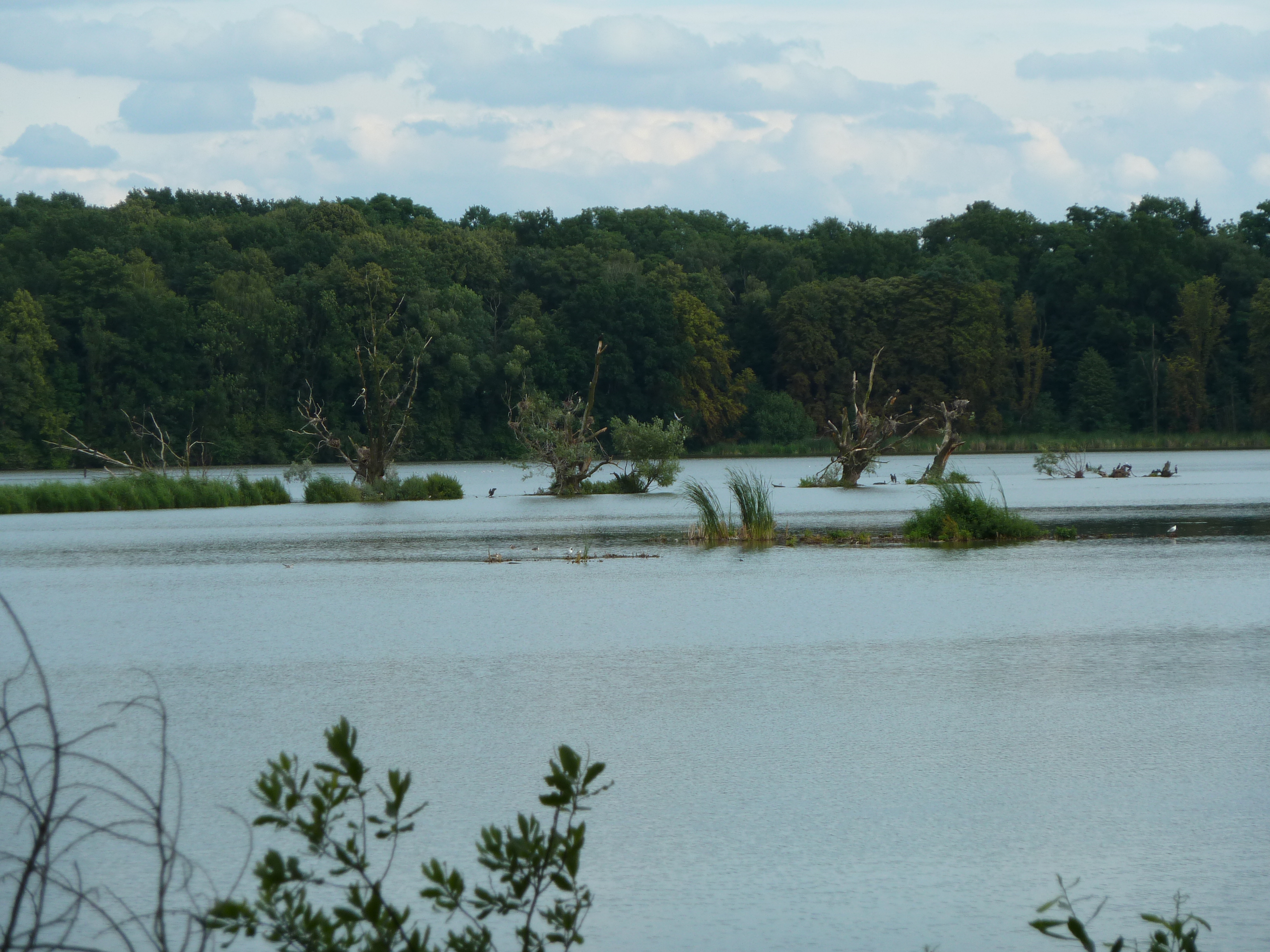
Stromy vyčnívající nad hladinu
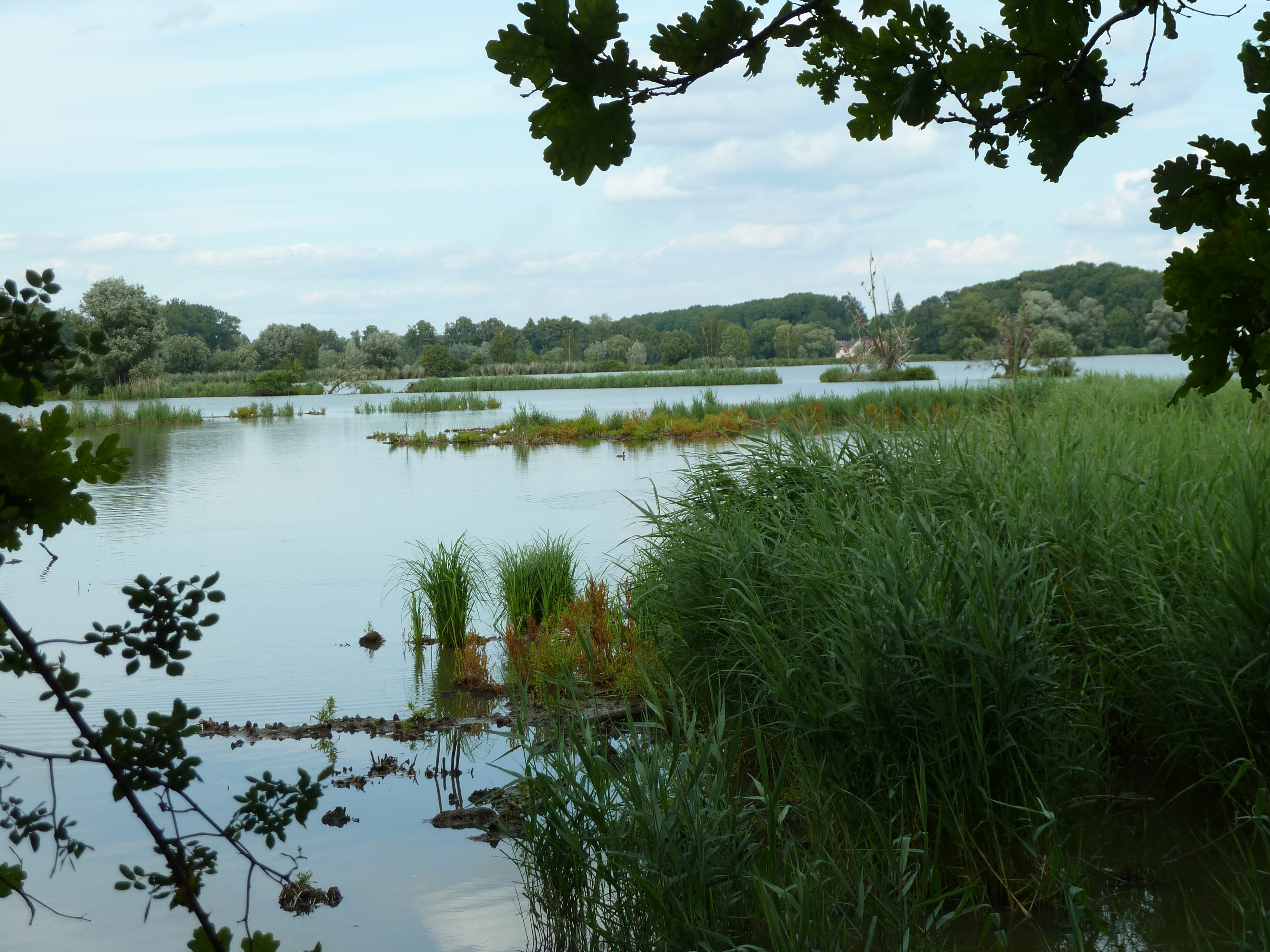
Rákosiny
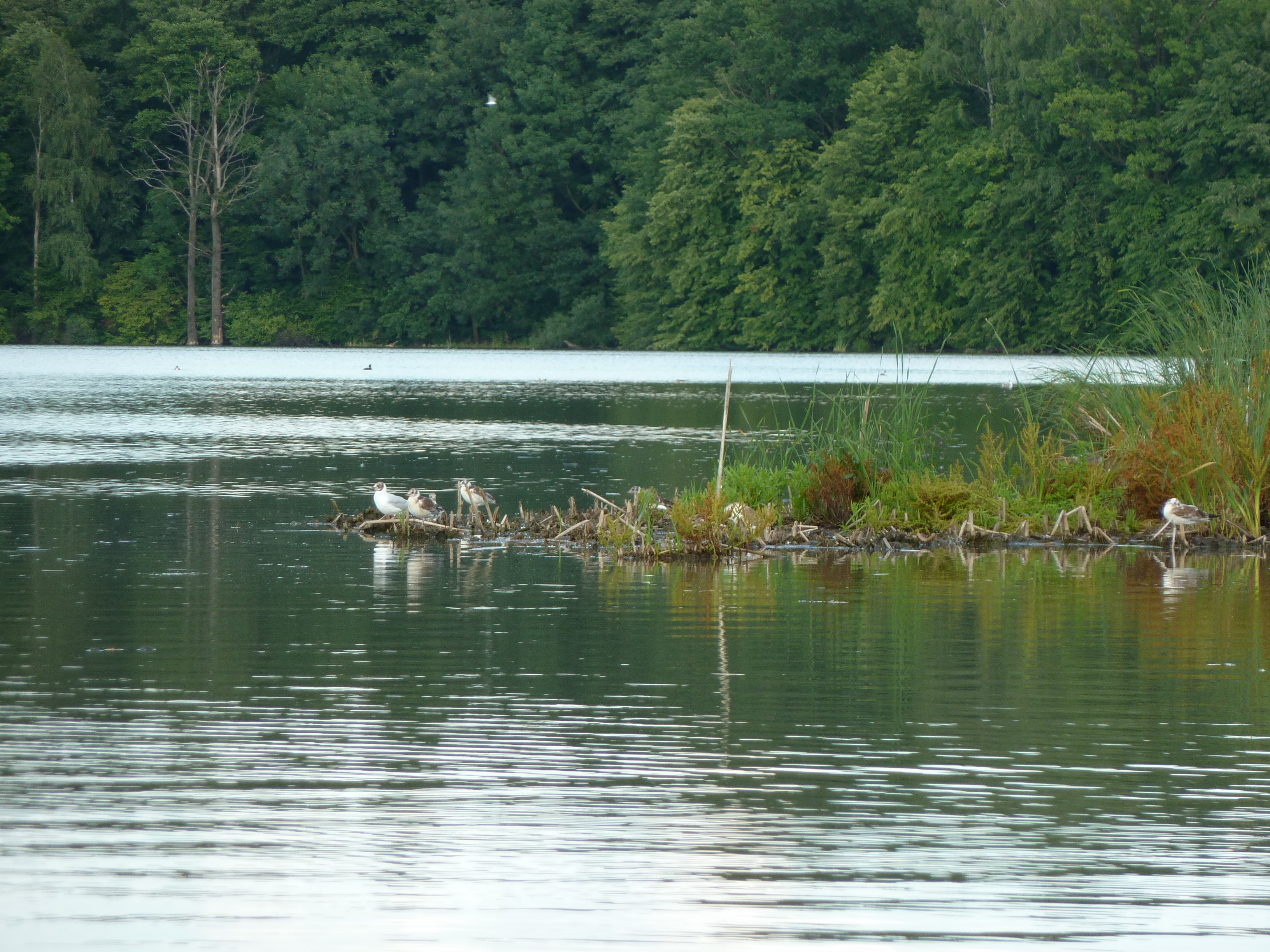
Mladí racci na Kotvici
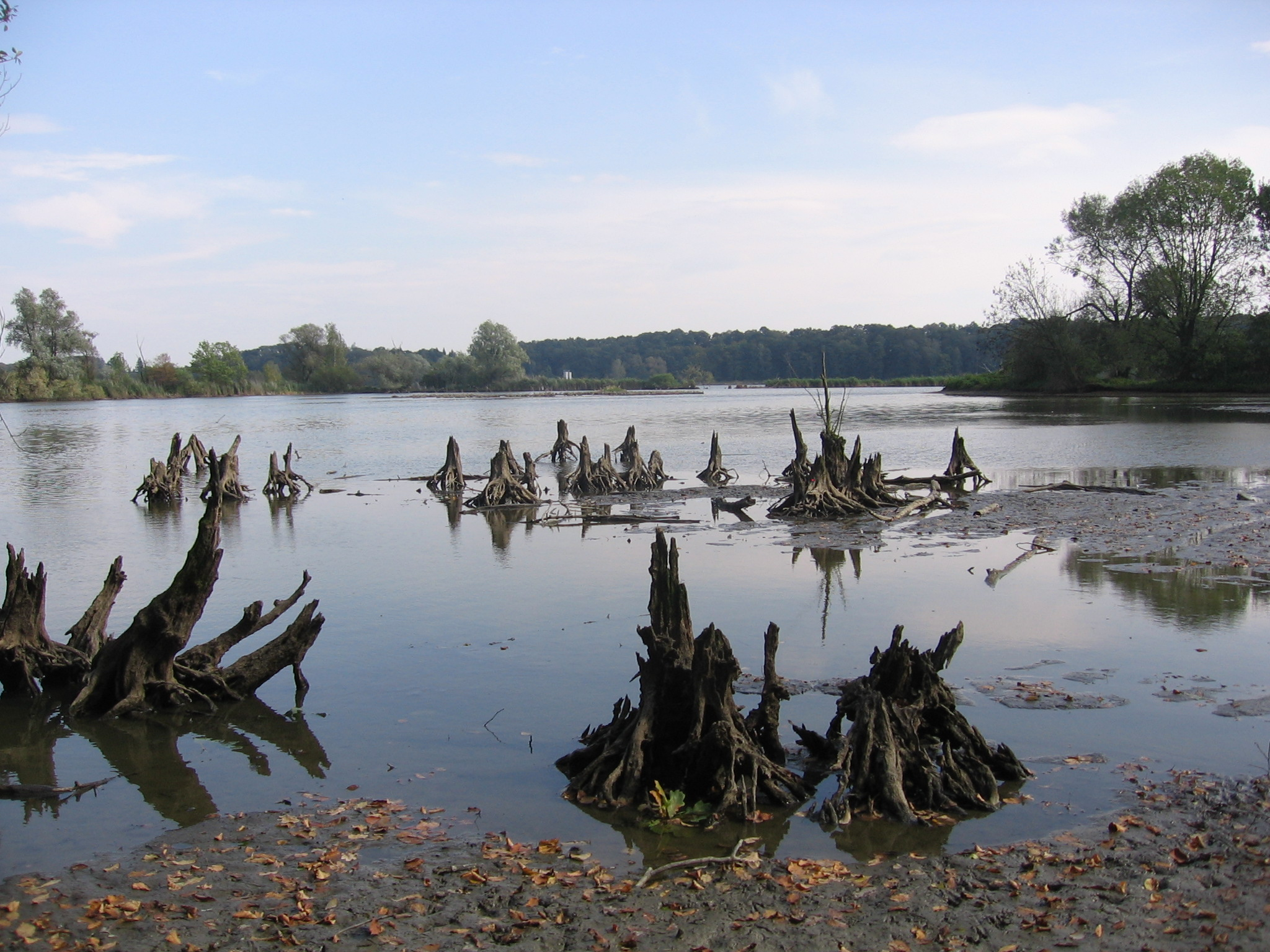
Rybník na podzim